# タイム誌の表紙を飾った人物の一覧 (1950年代)
タイム誌の表紙を飾った人物の一覧 (1950年代)（タイムしのひょうしをかざったじんぶつのいちらん 1950ねんだい）は、1950年代に『タイム』誌の表紙を飾った人物の一覧である。『タイム』誌の創刊は1923年である。同誌がアメリカ合衆国を代表するニュース雑誌としての地位を確立するにつれ、その表紙に登場することは、その人物の特筆性、名声、あるいは、悪名の証しであると考えられるようになっていった。表紙に登場した人物については、特集記事が組まれるのが例となっていた。
| タイム誌の表紙を飾った人物の一覧                                                                   |
| -------------------------------------------------------------------------------------------------- |
| 1920年代-1930年代-1940年代 1950年代-1960年代-1970年代-1980年代-1990年代 2000年代-2010年代-2020年代 |

## 1950年
- 1月2日 -  ウィンストン・チャーチル (Winston Churchill)、マン・オブ・ザ・ハーフセンチュリー (Man of the Half-Century)
- 1月9日 -  キャロル・チャニング (Carol Channing)
- 1月16日 -  ポール・ダグラス (Paul Douglas)
- 1月23日  –  Mark III コンピュータ (Mark III computer)
- 1月30日 -  チャールズ・W・ソーヤー (Charles W. Sawyer)
- 2月6日 -  クレメント・アトリー (Clement Attlee)
- 2月13日 -  グレン・マッカーシー (Glenn McCarthy)
- 2月20日 -  ケネス・オーバーホルツァー (Kenneth Oberholtzer)
- 2月27日 -  アーサー・ゴドフリー (Arthur Godfrey)
- 3月6日 -   T・S・エリオット (T. S. Eliot)
- 3月13日 -  フォレスト・シャーマン (Forrest Sherman)
- 3月20日 -  ゲオルギー・マレンコフ (Georgi Malenkov)
- 3月27日 -  クラレンス・シュトライト (Clarence Streit)
- 4月3日 -  プミポン・アドゥンヤデート (Bhumibol Adulyadej)
- 4月10日 -  テッド・ウィリアムズ (Ted Williams)
- 4月17日 -  エディ・リッケンバッカー (Eddie Rickenbacker)
- 4月24日 -  ベティ・ハットン (Betty Hutton)
- 5月1日 -   ジャン＝カルロ・メノッティ (Gian-Carlo Menotti)
- 5月8日 -  アーサー・ヘイズ・サルズバーガー (Arthur Hays Sulzberger)
- 5月15日 - コカ・コーラ (Coca-Cola)
- 5月22日 -  ハリー・S・トルーマン (Harry S. Truman)
- 5月29日 -  バオ・ダイ (Bảo Đại)
- 6月5日 - ウォール街のブル（雄牛）(Wall Street Bull))
- 6月12日 -  ダリル・F・ザナック (Darryl F. Zanuck)
- 6月19日 -  チャールズ・F・ブラナン (Charles F. Brannan)
- 6月26日 -  パブロ・ピカソ (Pablo Picasso)
- 7月3日 -  ウィリアム・レヴィット (William Levitt)
- 7月10日 -  ダグラス・マッカーサー (Douglas MacArthur)
- 7月17日 -  ヨシフ・スターリン (Joseph Stalin
- 7月24日 -  オマール・ブラッドレー (Omar Bradley)
- 7月31日 -  ウォルトン・ウォーカー (Walton Walker)
- 8月7日 -  呉国楨 (K. C. Wu)
- 8月14日 -  エドワード・A・クレイグ (Edward A. Craig)
- 8月21日 -  ヤコフ・マリク (Yakov Malik)
- 8月28日 -  アーヴィング・ラングミュア (Irving Langmuir)
- 9月4日 -  カーチス・ルメイ (Curtis LeMay)
- 9月11日 -  アーサー・W・ラドフォード (Arthur Radford)
- 9月18日 -  エルンスト・ロイター (Ernst Reuter)
- 9月25日 -  オリヴァー・P・スミス (Oliver P. Smith)
- 10月2日 -  ルシアス・D・クレイ (Lucius D. Clay)
- 10月9日 -  ロバート・フロスト (Robert Frost)
- 10月16日 -  李承晩 (Syngman Rhee)
- 10月23日 -  エドワード・アーモンド (Edward Almond)
- 10月30日 -  ロバート・A・タフト (Robert A. Taft)
- 11月6日 -  アル・キャップ (Al Capp) の『リル・アブナー (Li'l Abner)』
- 11月13日 -  ジョージ (George) とジョン (John) のハートフォード (Hartford) 兄弟
- 11月20日 -  クリストファー・フライ (Christopher Fry)
- 11月27日 -  ホパロング・キャシディ（Hopalong Cassidy）（ウィリアム・ボイド (William Boyd)
- 12月4日 -  フランク・スタントン (Frank Stanton)
- 12月11日 -  毛沢東 (Mao Zedong)
- 12月18日 -  ウィリアム・H・タナー (William H. Tunner)
- 12月25日– フレッド・マイヤー (Fred Meyer)『The Gift』

## 1951年

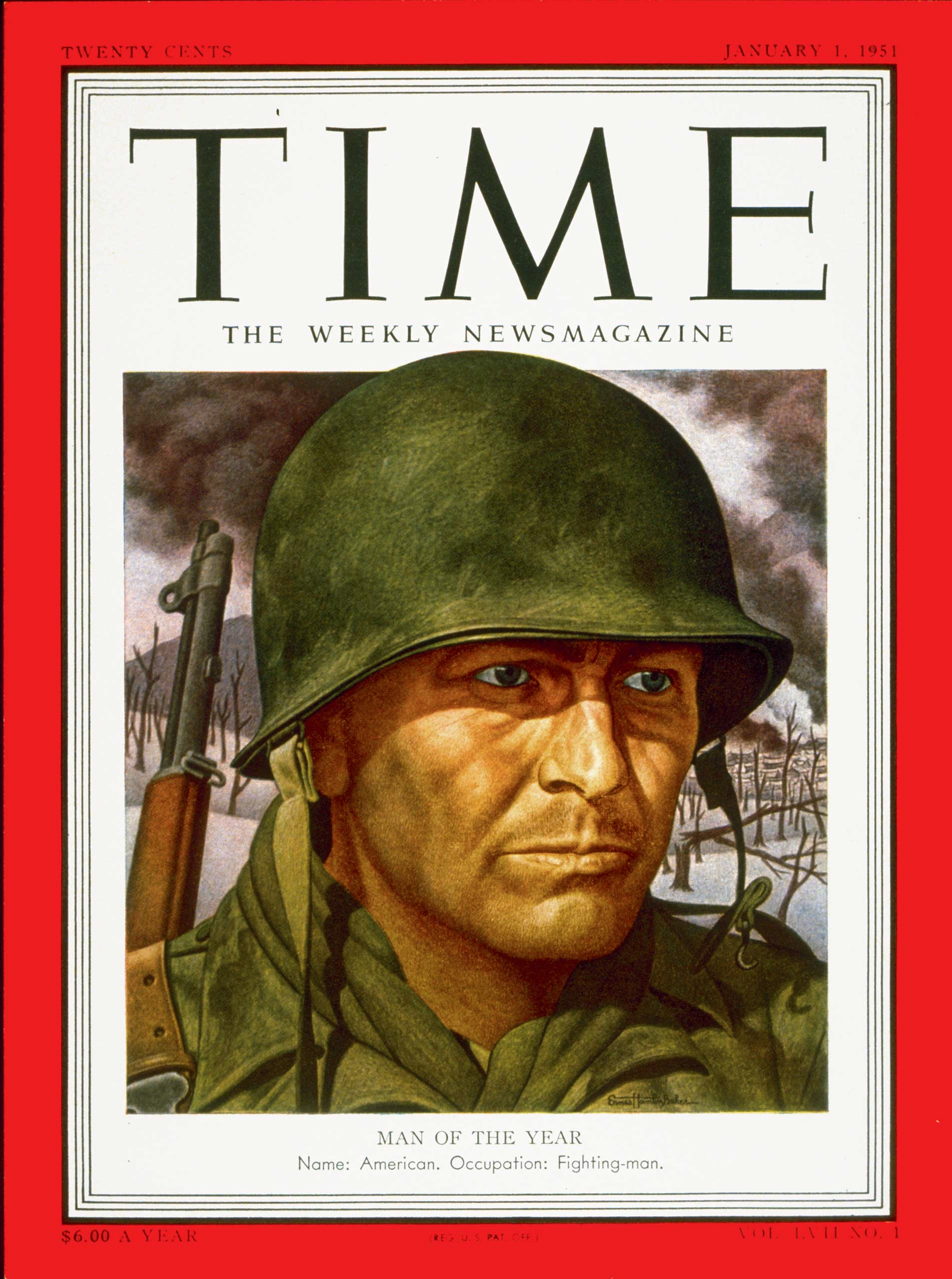
1951年1月1日付の表紙を飾ったアメリカ兵。

- 1月1日 –  アメリカ兵 (American Fighting Man)、マン・オブ・ザ・イヤー (Man of the Year)
- 1月8日 -  ディーン・アチソン (Dean Acheson)
- 1月15日 -   ルドルフ・ビング (Rudolf Bing)
- 1月22日 -  ポール・ダグラス (Paul Douglas)
- 1月29日 -  レスター・コルバート (Lester Colbert)
- 2月5日 -  ウォーレン・オースティン (Warren Austin)
- 2月12日 -  ドワイト・D・アイゼンハワー (Dwight D. Eisenhower)
- 2月19日 -  チャールズ・E・ウィルソン (Charles E. Wilson)
- 2月26日 -  マーガレット・トルーマン (Margaret Truman)
- 3月5日 -  マシュー・リッジウェイ (Matthew Ridgway)
- 3月12日 -  エステス・キーフォーヴァー (Estes Kefauver)
- 3月19日 -  マイケル・ディサール (Michael DiSalle)
- 3月26日 -  ヘンリー・ノックス・シェリル (Henry Knox Sherrill)
- 4月2日 -  ヴァンサン・オリオール (Vincent Auriol)
- 4月9日 -  バーバラ・ベル・ゲデス (Barbara Bel Geddes)
- 4月16日 -  クロフォード・グリーンウォルト (Crawford Greenewalt)
- 4月23日 -  ハリー・S・トルーマン (Harry S. Truman)
- 4月30日 -  ダグラス・マッカーサー (Douglas MacArthur)
- 5月7日 -  ジャワハルラール・ネルー (Jawaharlal Nehru)
- 5月14日 -  ジェームズ・ヴァン・フリート (James Van Fleet)
- 5月21日 -  フアン・ペロン (Juan Perón) とエバ・ペロン (Eva Perón)
- 5月28日 -  フレデリック・レントシュラー (Frederick Rentschler)
- 6月4日 -  モハンマド・モサッデク (Mohammad Mosaddegh)
- 6月11日 -  アルフレッド・ホイットニー・グリスウォールド (Alfred Whitney Griswold)
- 6月18日 -  周恩来 (Zhou Enlai)
- 6月25日 -  シュガー・レイ・ロビンソン (Sugar Ray Robinson)
- 7月2日 -  ペンタゴン (The Pentagon)
- 7月9日 -  ジェームズ・サーバー (James Thurber)
- 7月16日 -  マシュー・リッジウェイ (Matthew Ridgway)
- 7月23日 -  デイヴィッド・サーノフ (David Sarnoff)
- 7月30日 -  ボードゥアン1世 (ベルギー王) (King Baudouin I)
- 8月6日 -  マリオ・ランツァ (Mario Lanza)
- 8月13日 -  ジョン・フォスター・ダレス (John Foster Dulles)
- 8月20日 -  ワシーリー・スターリン (Vasily Stalin)
- 8月27日 -  ディック・サビット (Dick Savitt)
- 9月3日 -  エヴァ・ガードナー (Ava Gardner)
- 9月10日 -  ファールーク1世 (エジプト王) (King Farouk I)
- 9月17日 - 「クレムリンの使い」 (Kremlin Courier)
- 9月24日 -  ジャン・ド・ラトル・ド・タシニー (Jean de Lattre de Tassigny)
- 10月1日 -  バート・ラー (Bert Lahr)
- 10月8日 -  ウィリアム・M・ボイル (William M. Boyle)
- 10月15日 -  ルイス・フィンケルステイン (Louis Finkelstein)
- 10月22日 -  ジョセフ・マッカーシー (Joseph McCarthy)
- 10月29日 -  グレアム・グリーン (Graham Greene)
- 11月5日 -  ウィンストン・チャーチル (Winston Churchill)
- 11月12日 -  ベンジャミン・F・フェアレス (Benjamin F. Fairless)
- 11月19日 -  ディック・カズマイアー (Dick Kazmaier)
- 11月26日 -  ラモン・マグサイサイ (en:Ramon Magsaysay)
- 12月3日 -  パトリス・マンセル (Patrice Munsel)
- 12月10日 -  リラ・アチソン・ウォーレス (Lila Bell Wallace) と デウィット・ウォーレス (DeWitt Wallace)
- 12月17日 -  ヘンリー・カボット・ロッジ・ジュニア (Henry Cabot Lodge Jr.)
- 12月24日 - 「聖母子像」(Madonna and Child) - シャルトル大聖堂のステンドグラス
- 12月31日 -  グルーチョ・マルクス (Groucho Marx)

## 1952年
- 1月7日 -  モハンマド・モサッデク (Mohammad Mosaddegh)、マン・オブ・ザ・イヤー (Man of the Year)
- 1月14日 -  ゴードン・ディーン (Gordon Dean)
- 1月21日 -  アンドレア・ミード・ローレンス (Andrea Mead Lawrence)
- 1月28日 -  アドレー・スティーブンソン2世 (Adlai Stevenson II)
- 2月4日 -  C・D・ハウ (C. D. Howe)
- 2月11日 -  アンソニー・イーデン (Anthony Eden)
- 2月18日 -  エリザベス2世 (Queen Elizabeth II)
- 2月25日 -  ロバート・E・ウッド (Robert E. Wood)
- 3月3日 -  ジョン・ウェイン (John Wayne)
- 3月10日 -  合衆国の納税者 (U.S. Taxpayer)
- 3月17日 -  モーティマー・アドラー (Mortimer Adler)
- 3月24日 -  エステス・キーフォーヴァー (Estes Kefauver)
- 3月31日 -   チャールズ・ロートン (Charles Laughton)
- 4月7日 -  エレノア・ルーズベルト (Eleanor Roosevelt)
- 4月14日 -  フルトン・J・シーン (Fulton J. Sheen)
- 4月21日 -  フルヘンシオ・バティスタ (Fulgencio Batista)
- 4月28日 -  エディ・スタンキー (Eddie Stanky)
- 5月5日 -  D・F・マラン (D. F. Malan)
- 5月12日 -  ホイト・ヴァンデンバーグ (Hoyt Vandenberg)
- 5月19日 -  リチャード・ラッセル (Richard Russell)
- 5月26日 -  ルシル・ボール (Lucille Ball)
- 6月2日 -  ロバート・A・タフト (Robert A. Taft)
- 6月9日 -  クルト・シューマッハー (Kurt Schumacher)
- 6月16日 -  ドワイト・D・アイゼンハワー (Dwight D. Eisenhower)
- 6月23日 -  ハリー・マニング (Harry Manning)
- 6月30日 -  ジョン・S・ファイン (John S. Fine)
- 7月7日 -  マーク・W・クラーク (Mark W. Clark)
- 7月14日 -  大統領選挙における党大会のメディア報道 (Media coverage of political conventions)
- 7月21日 -  ボブ・マサイアス (Bob Mathias)
- 7月28日 -  アルバン・W・バークリー (Alben W. Barkley)
- 8月4日 -   フィリップ・マレー (Philip Murray)
- 8月11日 -  ジョン・スパークマン (John Sparkman)
- 8月18日 -  ジョージ・W・メルク (George W. Merck)
- 8月25日 -  リチャード・ニクソン (Richard Nixon)
- 9月1日 -  キャサリン・ヘプバーン (Katharine Hepburn)
- 9月8日 -  ムハンマド・ナギーブ (Muhammad Naguib)
- 9月15日 -  G・メネン・ウィリアムズ (G. Mennen Williams)
- 9月22日 -  ウォーレス・ハリソン (Wallace Harrison)
- 9月29日 -  アラン・シヴァース (Allan Shivers)
- 10月6日 -  ヨシフ・スターリン (Joseph Stalin)とゲオルギー・マレンコフ (Georgi Malenkov)
- 10月13日 -  ジョン・J・ウィリアムズ (John Williams)
- 10月20日 -   ジョイス・ケアリー (Joyce Cary)
- 10月27日 -  アドレー・スティーブンソン2世 (Adlai Stevenson II)
- 11月3日 -  ドワイト・D・アイゼンハワー (Dwight D. Eisenhower)
- 11月10日 -  ドワイト・D・アイゼンハワー (Dwight D. Eisenhower)とリチャード・ニクソン (Richard Nixon)
- 11月17日 -  クレア・ブルーム (Claire Bloom)
- 11月24日 -  レミュエル・シェパード (Lemuel Shepherd)
- 12月1日 -  アルフレッド・ジェイコブセン (Alfred Jacobsen)
- 12月8日 - 宇宙の開拓者 (Space Pioneer)
- 12月15日 -  ジェラルド・テンプラー (Gerald Templer)
- 12月22日 -  アントワーヌ・ピネー (Antoine Pinay)
- 12月29日 -  フランシス・ヘンリー・テイラー (Francis Henry Taylor)

## 1953年

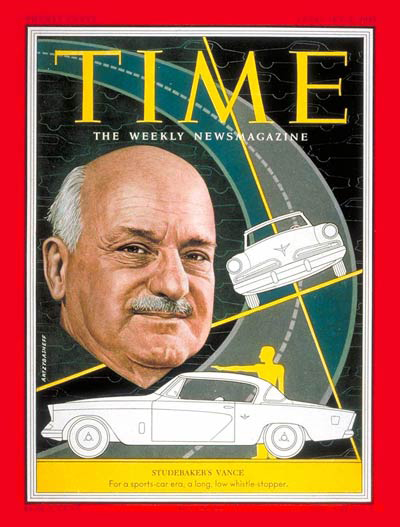
1953年2月2日付の表紙を飾ったハロルド・サインズ・ヴァンス。

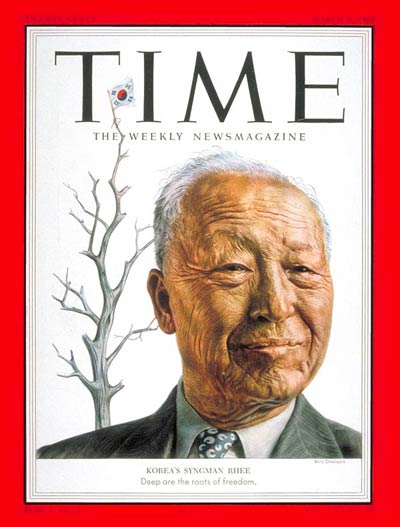
1953年3月9日付の表紙を飾った李承晩。

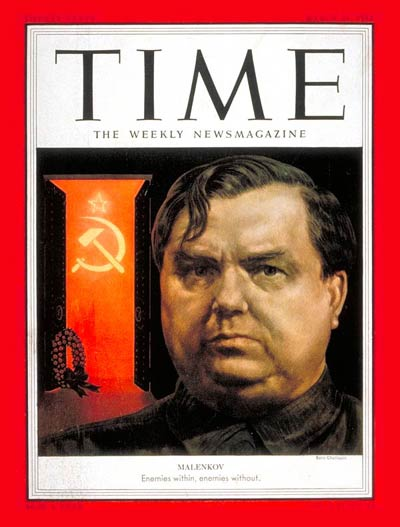
1953年3月23日付の表紙を飾ったゲオルギー・マレンコフ。

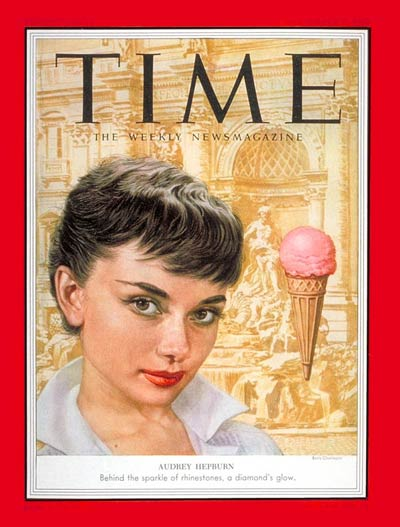
1953年9月7日付の表紙を飾ったオードリー・ヘプバーン。

- 1月5日 -  エリザベス2世 (Queen Elizabeth II)、ウーマン・オブ・ザ・イヤー (Woman of the Year)
- 1月12日 -  ソーントン・ワイルダー (Thornton Wilder)
- 1月19日 -  マミー・アイゼンハワー (Mamie Eisenhower)
- 1月26日 -  ジョージ・ハンフリー (George M. Humphrey)
- 2月2日 -  ハロルド・サインズ・ヴァンス (Harold Sines Vance)
- 2月9日 -  クワメ・エンクルマ (Kwame Nkrumah)
- 2月16日 -  ハーバート・ブラウネル (Herbert Brownell)
- 2月23日 -  ローズマリー・クルーニー (Rosemary Clooney)
- 3月2日 -  グウィリム・A・プライス (Gwilym A. Price)
- 3月9日 -  李承晩 (Syngman Rhee)
- 3月16日 -  ヨシフ・スターリン (Joseph Stalin)
- 3月23日 -  ゲオルギー・マレンコフ (Georgi Malenkov)
- 3月30日 -  ロザリンド・ラッセル (Rosalind Russell)
- 4月6日 -  F・K・オットー・ディベリウス (F. K. Otto Dibelius)
- 4月13日 -  エズラ・タフト・ベンソン (Ezra Taft Benson)
- 4月20日 -  ヴャチェスラフ・モロトフ (Vyacheslav Molotov)
- 4月27日 -  ビル・ブリッジマン (Bill Bridgeman)
- 5月4日 -  オヴィータ・カルプ・ホビー (Oveta Culp Hobby)
- 5月11日 -  ヴィノーバー・バーヴェー (Vinoba Bhave)
- 5月18日 -  ウィリアム (William)、ベンソン (Benson)、ヘンリー・フォード2世 (Henry Ford II)
- 5月25日 -  アルチーデ・デ・ガスペリ (Alcide De Gasperi)
- 6月1日 -  チャールズ・アーウィン・ウィルソン (Charles Erwin Wilson)
- 6月8日 - 3D映画 (3-D movies)
- 6月15日 -  ミッキー・マントル (Mickey Mantle)
- 6月22日 -  リンドン・B・ジョンソン (Lyndon B. Johnson)
- 6月29日 -  ジェームズ・H・キンデルバーガー (James H. Kindelberger)
- 7月6日 -  ジョージ・ワシントン (George Washington)
- 7月13日 -  ヴァルター・ウルブリヒト (Walter Ulbricht)
- 7月20日 -  ラヴレンチー・ベリヤ (Lavrenty Beria)
- 7月27日 -  コーネリアス・シールズ (Cornelius Shields)
- 8月3日 -  アレン・ダレス (Allen Dulles)
- 8月10日 -  シャーリー・ブース (Shirley Booth)
- 8月17日 -  クリスティアン・ハーター (Christian Herter)
- 8月24日 -  アルフレッド・キンゼイ (Alfred Kinsey)
- 8月31日 -  コンラート・アデナウアー (Konrad Adenauer)
- 9月7日 -  オードリー・ヘプバーン (Audrey Hepburn)
- 9月14日 -  アドルフォ・ルイス・コルティネス (Adolfo Ruiz Cortines)
- 9月21日 -  ルイス・ストローズ (Lewis Strauss)
- 9月28日 -  アンリ・ナヴァル (Henri Navarre)
- 10月5日 -  ニール・H・マケルロイ (Neil H. McElroy)
- 10月12日 -  ジョン・フォスター・ダレス (John Foster Dulles)
- 10月19日 -  ウィリアム・ジャンセン (William Jansen)
- 10月26日 -   フリデリキ (ギリシャ王妃) (Frederica)
- 11月2日 - アマチュア写真家 (Amateur photographer)
- 11月9日 -  ジョニー・ラトナー (Johnny Lattner)
- 11月16日 -   イーゴリ・シコールスキイ (Igor Sikorsky)
- 11月23日 -  ハリー・デクスター・ホワイト (Harry Dexter White)
- 11月30日 -  ニキータ・フルシチョフ (Nikita Khrushchev)
- 12月7日 -  ウィリアム・F・ディーン (William F. Dean)
- 12月14日 -   ピウス12世 (Pius XII)
- 12月21日 -  アール・ウォレン (Earl Warren)
- 12月28日 -  グランマ・モーゼス (Grandma Moses)

## 1954年

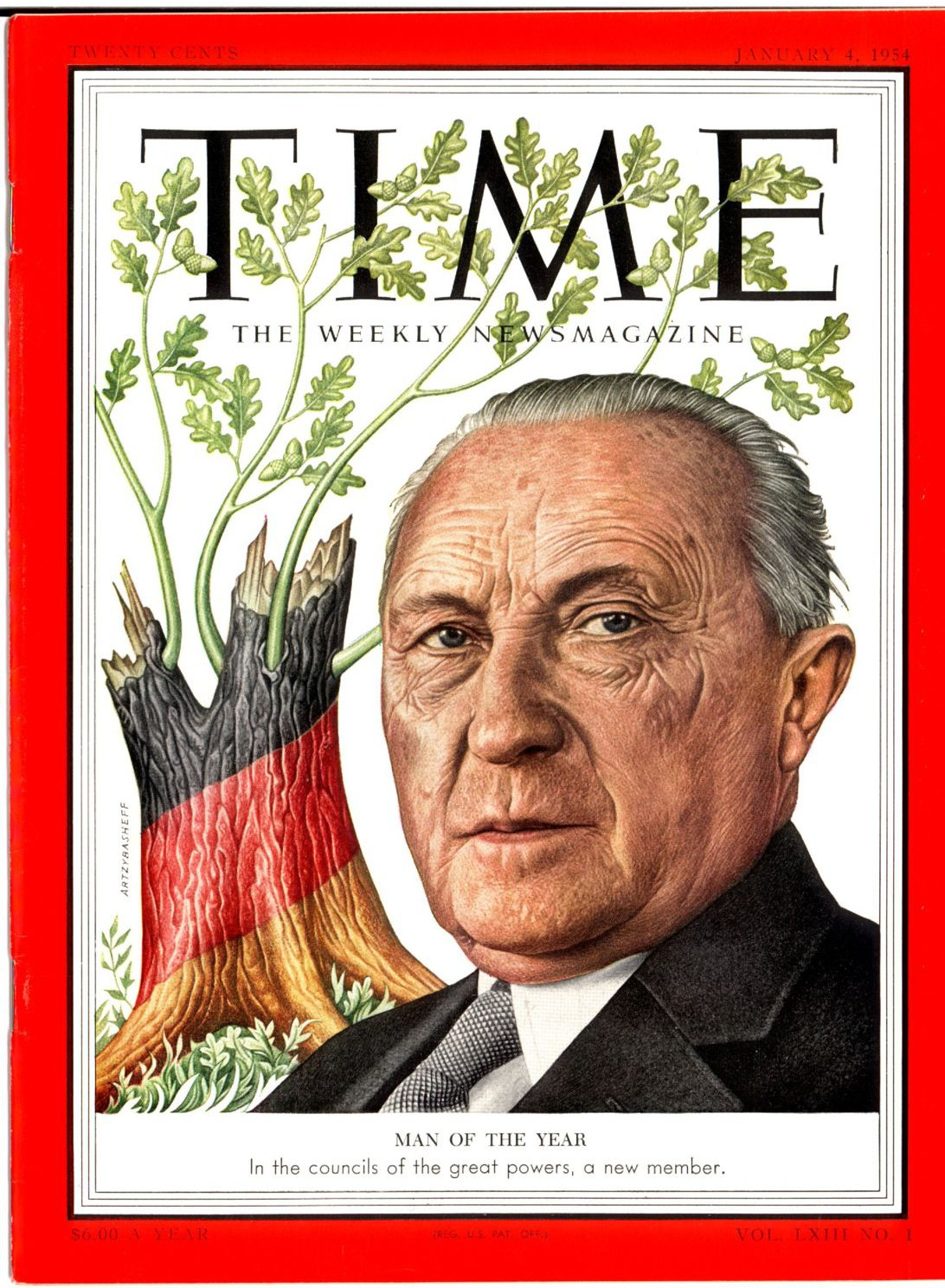
1954年1月4日付の表紙を飾ったコンラート・アデナウアー。

- 1月4日 -  コンラート・アデナウアー (en:Konrad Adenauer)、マン・オブ・ザ・イヤー (Man of the Year)
- 1月11日 -  ハイマン・リッコーヴァー (Hyman Rickover)
- 1月18日 -  リチャード・ニクソン (Richard Nixon)
- 1月25日 -   ジョージ・バランシン (en:George Balanchine)
- 2月1日 -  ハリー・J・グラント (Harry J. Grant)
- 2月8日 -  ネーサン・トワイニング (Nathan Twining)
- 2月15日 -  ハインリヒ・ノルトホフ (Heinrich Nordhoff)
- 2月22日 -  ポール・マグロワール (Paul Magloire)
- 3月1日 -  ネイサン・M・プセイ (Nathan M. Pusey)
- 3月8日 -  ジョセフ・マッカーシー (Joseph McCarthy)
- 3月15日 -  ジャック・ウェッブ (Jack Webb)
- 3月22日 -  G・デヴィッド・シーンと (G. David Schine) と ロイ・コーン (Roy Cohn)
- 3月29日 -  ジョナス・ソーク (Jonas Salk)
- 4月5日 -  ラブ・バトラー (Rab Butler)
- 4月12日 - 水素爆弾（キノコ雲）
- 4月19日 -  ヘンリー・P・ヴァン・デューセン (Henry P. Van Dusen)
- 4月26日 -  ブリッグス・カニンガム (Briggs Cunningham)
- 5月3日 -  ハリー・W・モリソン (Harry W. Morrison)
- 5月10日 -  周恩来 (Zhou Enlai)
- 5月17日 -  レイ・ジェンキンス (Ray Jenkins)
- 5月24日 -  クリント・マーチンソン (Clinton Murchison)
- 5月31日– ネイティヴダンサー
- 6月7日 -  ハンフリー・ボガート (en:Humphrey Bogart)
- 6月14日 -  ロバート・オッペンハイマー (en:J. Robert Oppenheimer)
- 6月21日 -  サム・スニード (Sam Snead)
- 6月28日 -  ハコボ・アルベンス (Jacobo Árbenz)
- 7月5日 -  ジョン・シャーマン・クーパー (John Sherman Cooper)
- 7月12日 -  ピエール・マンデス＝フランス (Pierre Mendès France)
- 7月19日 -  ウィリアム・マクファーソン・アレン (William McPherson Allen)
- 7月26日 -  ウィリー・メイズ (Willie Mays)
- 8月2日 - ドゥ・イット・ユアセルフ
- 8月9日 -  ジョーゼフ・ウィリアム・マーティン・ジュニア (Joseph William Martin Jr.)
- 8月16日 -  ジーナ・ロロブリジーダ (Gina Lollobrigida)
- 8月23日 -  ダグラス・マッケイ (Douglas McKay)
- 8月30日 -  ウー・ヌ (U Nu)
- 9月6日 -  ジョフリー・フィッシャー (Geoffrey Fisher)
- 9月13日 -  アリシア・パターソン (Alicia Patterson)
- 9月20日 -  クレメント・アトリー (Clement Attlee)
- 9月27日 -  デイヴィッド・リースマン (David Riesman)
- 10月4日 -  アーサー・ワトキンス (Arthur Watkins)
- 10月11日 -  マーロン・ブランド (Marlon Brando)
- 10月18日 -  クリフォード・ケイス (Clifford Case)
- 10月25日 -  ビリー・グラハム (Billy Graham)
- 11月1日 -  ハーロー・カーティス (Harlow Curtice)
- 11月8日 -  デイヴ・ブルーベック (Dave Brubeck)
- 11月15日 -  ジョージ・M・リーダー (George M. Leader)
- 11月22日 -  ホー・チ・ミン (Ho Chi Minh)
- 11月29日 -  ボビー・レイン (Bobby Layne)
- 12月6日 -  カフェ・フィリョ (Café Filho)
- 12月13日 -  アーネスト・ヘミングウェイ (Ernest Hemingway)
- 12月20日 -  ベンジャミン・W・チドロウ (Benjamin W. Chidlaw)
- 12月27日 -  ウォルト・ディズニー (Walt Disney)

## 1955年

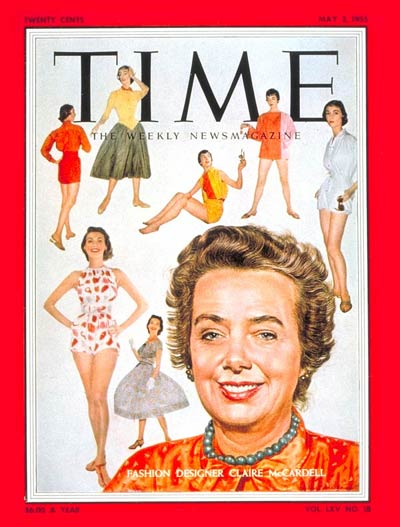
1955年5月2日付の表紙を飾ったクレア・マッカーデル。

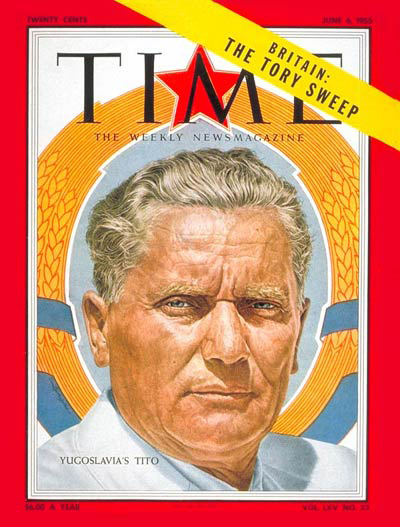
1955年6月6日付の表紙を飾ったヨシップ・ブロズ・チトー。

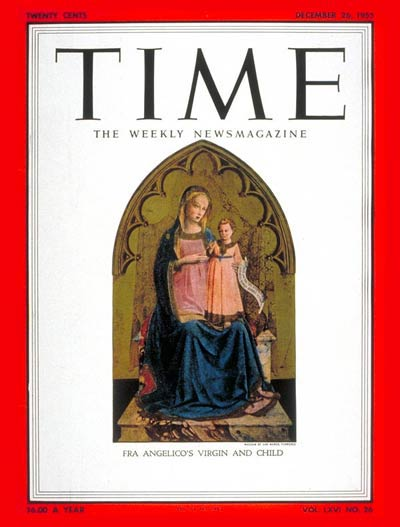
1955年12月25日付の表紙を飾ったフラ・アンジェリコ作『聖母子像』。

- 1月3日 -  ジョン・フォスター・ダレス (John Foster Dulles)、マン・オブ・ザ・イヤー (Man of the Year)
- 1月10日 - ブル・マーケット（強気の相場）(Bull market)
- 1月17日 -  ウェイン・モース (Wayne Morse) と リチャード・L・ニューバーガー (Richard L. Neuberger)
- 1月24日 -  ジョゼフ・ドッジ (Joseph Dodge)
- 1月31日 -  グレース・ケリー (Grace Kelly)
- 2月7日 -  アルフレッド・M・プライド (Alfred M. Pride)
- 2月14日 -  カール・ユング (Carl Jung)
- 2月21日 -  ニキータ・フルシチョフ (Nikita Khrushchev)
- 2月28日 -  マルコス・ペレス・ヒメネス (Marcos Pérez Jiménez)
- 3月7日 -  ジョージ・N・クレイグ (George N. Craig)
- 3月14日 -  鳩山一郎 (Ichiro Hatoyama)
- 3月21日 -  ジョージ・ミーニー (George Meany)
- 3月28日 -  トーマス・ワトソン・ジュニア (Thomas Watson Jr.)
- 4月4日 -  ゴ・ディン・ジエム (Ngo Dinh Diem)
- 4月11日 -  マザー・メアリ・コロンバ (Mother Mary Columba)
- 4月18日 -  蔣介石 (Chiang Kai-shek)
- 4月25日 -  ウォルター・ジョージ (Walter George)
- 5月2日 -  クレア・マッカーデル (Claire McCardell)
- 5月9日 -  ゲオルギー・ジューコフ (Georgy Zhukov)
- 5月16日 -  リー・アルヴァン・デュブリッジ (Lee A. Dubridge)
- 5月23日 -  アンソニー・イーデン (Anthony Eden)
- 5月30日 -  グッドウィン・ナイト (Goodwin Knight)
- 6月6日 -  ヨシップ・ブロズ・チトー (en:Josip Broz Tito)
- 6月12日 -  グウェン・ヴァードン (Gwen Verdon)
- 6月20日 -  ウォルター・ルーサー (Walter Reuther)
- 6月27日 -  ダグ・ハマーショルド (Dag Hammarskjöld)
- 7月4日 -  ドワイト・D・アイゼンハワー (Dwight D. Eisenhower)
- 7月11日 -  グッシー・ブッシュ (Gussie Busch)
- 7月18日 -  アンドレ・マルロー (André Malraux)
- 7月25日 -  ニコライ・ブルガーニン (Nikolai Bulganin)
- 8月1日 -  ドワイト・D・アイゼンハワー (Dwight D. Eisenhower)、 アンソニー・イーデン (Anthony Eden)、 ニコライ・ブルガーニン (Nikolai Bulganin)、 エドガール・フォール (Edgar Faure)
- 8月8日 -  ロイ・キャンパネラ (Roy Campanella)
- 8月15日 -  ウィラード・リビー (Willard Libby)
- 8月22日 -  カーマイン・デサピオ (Carmine De Sapio)
- 8月29日 -  フランク・シナトラ (Frank Sinatra)
- 9月5日 -  ハーマン・ウォーク (Herman Wouk)
- 9月12日 -  ジョン・スタップ (John Stapp)
- 9月19日 -  サーグッド・マーシャル (Thurgood Marshall)
- 9月26日 -  ガマール・アブドゥル＝ナーセル (Gamal Abdel Nasser)
- 10月3日 -  ケーシー・ステンゲル (Casey Stengel)
- 10月10日 -  リチャード・ニクソン (Richard Nixon)
- 10月17日 -  エド・サリヴァン (Ed Sullivan)
- 10月24日 -  ジョー・ムーア (Joe Moore)
- 10月31日 -  アーヴィング・H・ペイジ (Irvine H. Page)
- 11月7日 -  マーガレット王女 (Margaret)
- 11月14日 -  W・アヴェレル・ハリマン (W. Averell Harriman)
- 11月21日 -  キース・フンストン (Keith Funston)
- 11月28日 -  ジュリー・ハリス (Julie Harris)
- 12月5日 -  セオドア・F・アダムス (Theodore F. Adams)
- 12月12日 -  ルイス・マルクス (Louis Marx)
- 12月19日 -  リロイ・コリンズ (LeRoy Collins)
- 12月26日 - 聖母子像（フラ・アンジェリコ作）

## 1956年

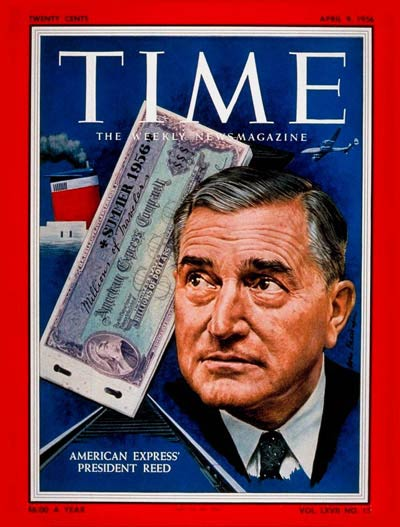
1956年4月9日付の表紙を飾ったラルフ・リード。

- 1月2日 -  ハーロー・カーティス (Harlow Curtice)、マン・オブ・ザ・イヤー (Man of the Year)
- 1月9日 -  シャーマン・アダムス (Sherman Adams)
- 1月16日 -  ダヴィド・ベン＝グリオン (David Ben-Gurion)
- 1月23日 -  ローランド・ヒューズ (Rowland Hughes)
- 1月30日– ミサイル (The Missile)
- 2月6日 -  アルフレッド・グルエンサー (Alfred Gruenther)
- 2月13日 -  ジュセリーノ・クビチェック (Juscelino Kubitschek)
- 2月20日 -  フランク・ローシュ (Frank Lausche)
- 2月27日 -  ウィリアム・ホールデン (William Holden)
- 3月5日 -  羅瑞卿 (Luo Ruiqing)
- 3月12日 -  レナード・W・ホール (Leonard W. Hall)
- 3月19日 -  ピエール・プジャド (Pierre Poujade)
- 3月26日 -  ジェームズ・イーストランド (James Eastland)
- 4月2日 -  フセイン1世 (Hussein bin Talal)
- 4月9日 -  ラルフ・リード (Ralph Reed)
- 4月16日 -  フィリップ・グラハム (Philip Graham)
- 4月23日 -  ジークムント・フロイト (Sigmund Freud)
- 4月30日 -  ニキータ・フルシチョフ (Nikita Khrushchev)
- 5月7日 -  エズラ・ベンソン (Ezra Benson)
- 5月14日 -  マリリン・モンロー (Marilyn Monroe)
- 5月21日 -  アーレイ・バーク (Arleigh Burke)
- 5月28日 -  ロビン・ロバーツ (Robin Roberts)
- 6月4日 -  チャールズ・アーウィン・ウィルソン (Charles Erwin Wilson)
- 6月11日 -   ジャック・バーザン (Jacques Barzun)
- 6月18日 -  ドワイト・D・アイゼンハワー (Dwight D. Eisenhower)
- 6月25日 -  ユージン・R・ブラック・シニア (Eugene R. Black, Sr.)
- 7月2日 -   エーロ・サーリネン (Eero Saarinen)
- 7月9日 -  デヴィッド・J・マクドナルド (David J. McDonald)
- 7月16日 -  アドレー・スティーブンソン2世 (Adlai Stevenson II)
- 7月23日 -  レックス・ハリソン (Rex Harrison)
- 7月30日 -  ジャワハルラール・ネルー (Jawaharlal Nehru)
- 8月6日 -  スタブロス・ニアルコス (Stavros Niarchos)
- 8月13日 -  ハリー・S・トルーマン (Harry S. Truman)
- 8月20日 -  デューク・エリントン (Duke Ellington)
- 8月27日 -  ガマール・アブドゥル＝ナーセル (Gamal Nasser)
- 9月3日 -  アーサー・ラングリー (Arthur Langlie)
- 9月10日 -  ウィリアム・マチェスニー・マーティン (William McChesney Martin)
- 9月17日 -  エステス・キーフォーヴァー (Estes Kefauver)
- 9月24日 -  ジョン・D・ロックフェラー・ジュニア (John D. Rockefeller Jr.)
- 10月1日 -  ロバート・F・ワグナー・ジュニア (Robert F. Wagner Jr.)
- 10月8日 -  ダフィ・ドハティ (Duffy Daugherty)
- 10月15日 -  ハーマン・タルマッジ (Herman Talmadge)
- 10月22日 -  レオ・ホーグ (Leo Hoegh)
- 10月29日 -    マリア・カラス (Maria Callas)
- 11月5日 -  リチャード・ニクソン (Richard Nixon)
- 11月12日 -  ドワイト・D・アイゼンハワー (Dwight D. Eisenhower)とリチャード・ニクソン (Richard Nixon)
- 11月19日 -  アンソニー・イーデン (Anthony Eden)
- 11月26日 -  ダグ・ハマーショルド (Dag Hammarskjöld)
- 12月3日 -  パリー・オブライエン (Parry O'Brien)
- 12月10日 -  ヴワディスワフ・ゴムウカ (Wladyslaw Gomulka)
- 12月17日 -   カール＝グスタフ・ロスビー (Carl-Gustaf Rossby)
- 12月24日 -  エドワード・ホッパー (Edward Hopper)
- 12月31日 -  ポール・A・サイプル (Paul A. Siple)

## 1957年

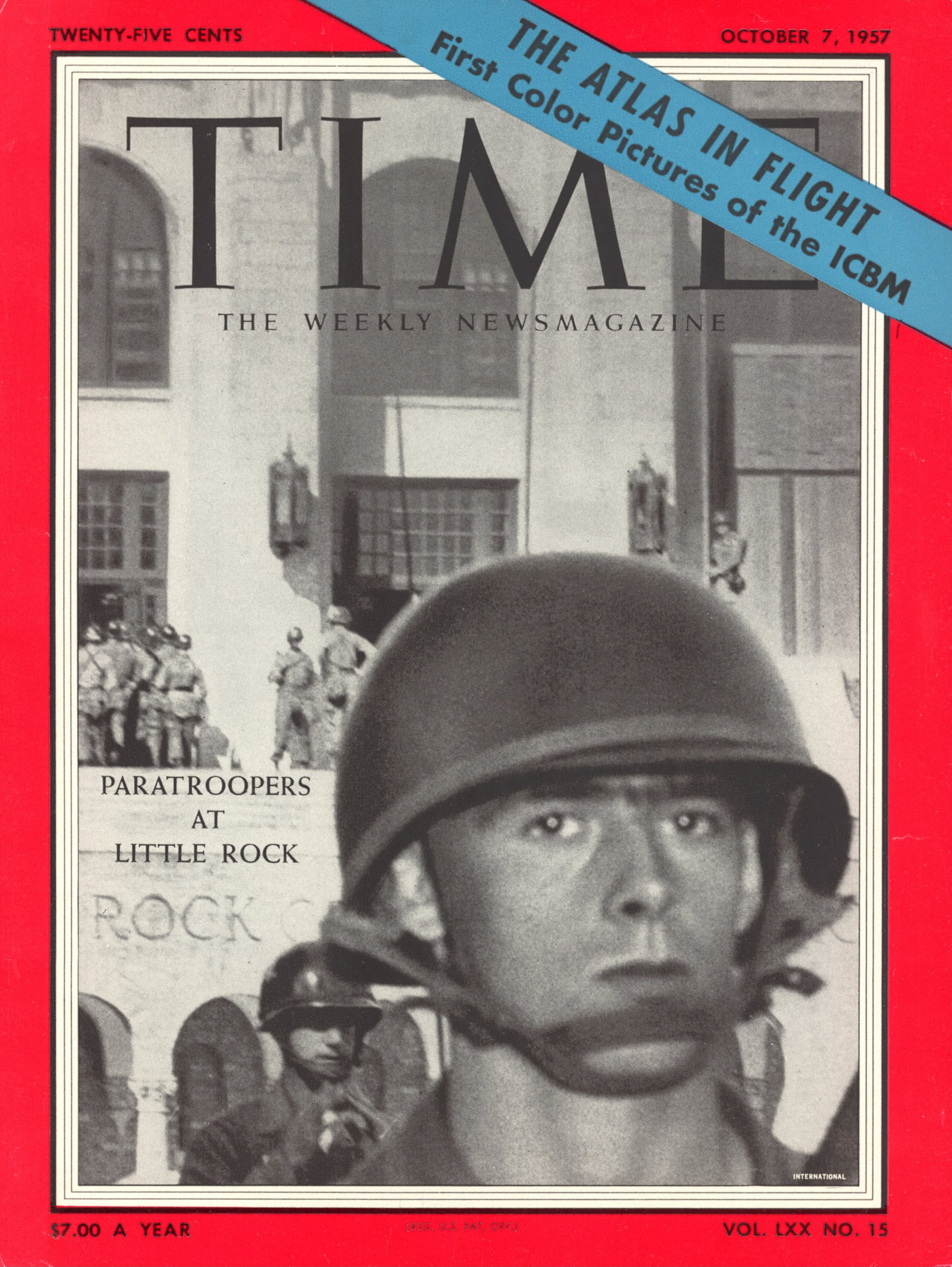
1957年10月7日付の表紙を飾ったリトルロック高校事件に派遣された第101空挺師団の空挺兵。

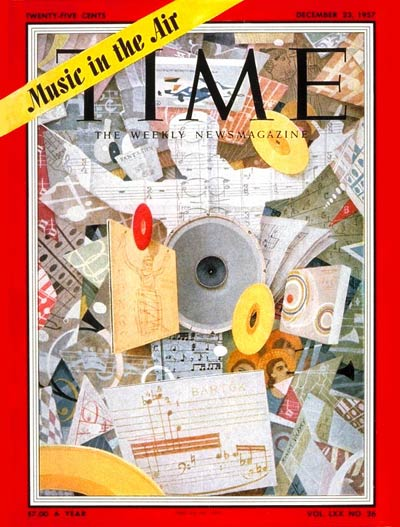
1956年12月25日付の表紙を飾った「流れる音楽 (Music in the Air)」のイメージ。

- 1月7日 - ハンガリーの愛国者たち (Hungarian Patriot)、マン・オブ・ザ・イヤー (Man of the Year)
- 1月14日 -  ウィリアム・ノーランド (William Knowland)
- 1月21日 -  ハロルド・マクミラン (Harold Macmillan)
- 1月28日 -  サウード (Saud)
- 2月4日 -  レナード・バーンスタイン (Leonard Bernstein)
- 2月11日 -  チャールズ・ヴァン・ドーレン (Charles Van Doren)
- 2月18日 -  マーティン・ルーサー・キング (Martin Luther King)
- 2月25日 -  アーサー・ラドフォード (Arthur Radford)
- 3月4日 -  クリスチャン・ディオール (Christian Dior)
- 3月11日 -  ダヴィド・ベン＝グリオン (David Ben-Gurion)
- 3月18日 -  キャロル・M・シャンクス (Carrol M. Shanks)
- 3月25日 -  チャールズ・ベイリー (Charles Bailey)
- 4月1日 -  バーナード・シュリーヴァー (Bernard Schriever)
- 4月8日 -  デイヴ・ベック (Dave Beck)
- 4月15日 - 死海文書 (Dead Sea Scrolls)
- 4月22日 -  ムハンマド5世 (Mohammed V)
- 4月29日 -  サイモン・レイモ (Simon Ramo) と ディーン・ウルドリッジ (Dean Wooldridge)
- 5月6日 -  フセイン1世 (Hussein bin Talal)
- 5月13日 -  ハーバート・ブラウネル (Herbert Brownell)
- 5月20日 -  ステファン・ヴィシンスキー (Stefan Wyszynski)
- 5月27日 -  ジョン・L・マクレラン (John McClellan)
- 6月3日 -  ペドロ・エウヘニオ・アランブル (Pedro Aramburu)
- 6月10日 -  ヘンリー・ヒールド (Henry Heald)
- 6月17日 -  ヌーリー・アッ＝サイード (Nuri as-Said)
- 6月24日 - モンスター・マシーン (Monster Machines)
- 7月1日 -  アール・ウォーレン (Earl Warren)
- 7月8日 -  バーディー・テベッツ (Birdie Tebbetts)
- 7月15日 -  ノーマン・チャンドラー (Norman Chandler)
- 7月22日 -  ニキータ・フルシチョフ (Nikita Khrushchev)
- 7月29日 -  キム・ノヴァク (Kim Novak)
- 8月5日 -  ジョン・ディーフェンベーカー (John Diefenbaker)
- 8月12日 -  リチャード・ラッセル・ジュニア (Richard Russell Jr.)
- 8月19日 -  アルフリート・クルップ (Alfried Krupp)
- 8月26日 -  アリシア・ギブソン (Althea Gibson)
- 9月2日 -  ジェームズ・カズンズ (James Cozzens)
- 9月9日 -  ジミー・ホッファ (Jimmy Hoffa)
- 9月16日 -  アナスタス・ミコヤン (Anastas Mikoyan)
- 9月23日 -  オーヴァル・フォーバス (Orval Faubus)
- 9月30日 -  エドワード・R・マロー (Edward R. Murrow)
- 10月7日 - リトルロックの融合教育 (Little Rock Integration)
- 10月14日 - 合衆国の修理工 (The U.S. Repairman)
- 10月21日 -   フィリップ (Philip)
- 10月28日 -  ルートヴィヒ・エアハルト (Ludwig Erhard)
- 11月4日 -  ジョージ・W・ウォーカー (George W. Walker)
- 11月11日 -  ララ・アイシャ (Lalla Aisha)
- 11月18日 -   エドワード・テラー (Edward Teller)
- 11月25日 -  トーマス・D・ホワイト (Thomas D. White)
- 12月2日 -  ジョン・F・ケネディ (John F. Kennedy)
- 12月9日 -  リチャード・ニクソン (Richard Nixon)
- 12月16日 -  ローリス・ノースタッド (Lauris Norstad)
- 12月23日 - 合衆国の音楽ブーム (U.S. Music Boom)
- 12月30日 -   マリア・シェル (Maria Schell)

## 1958年

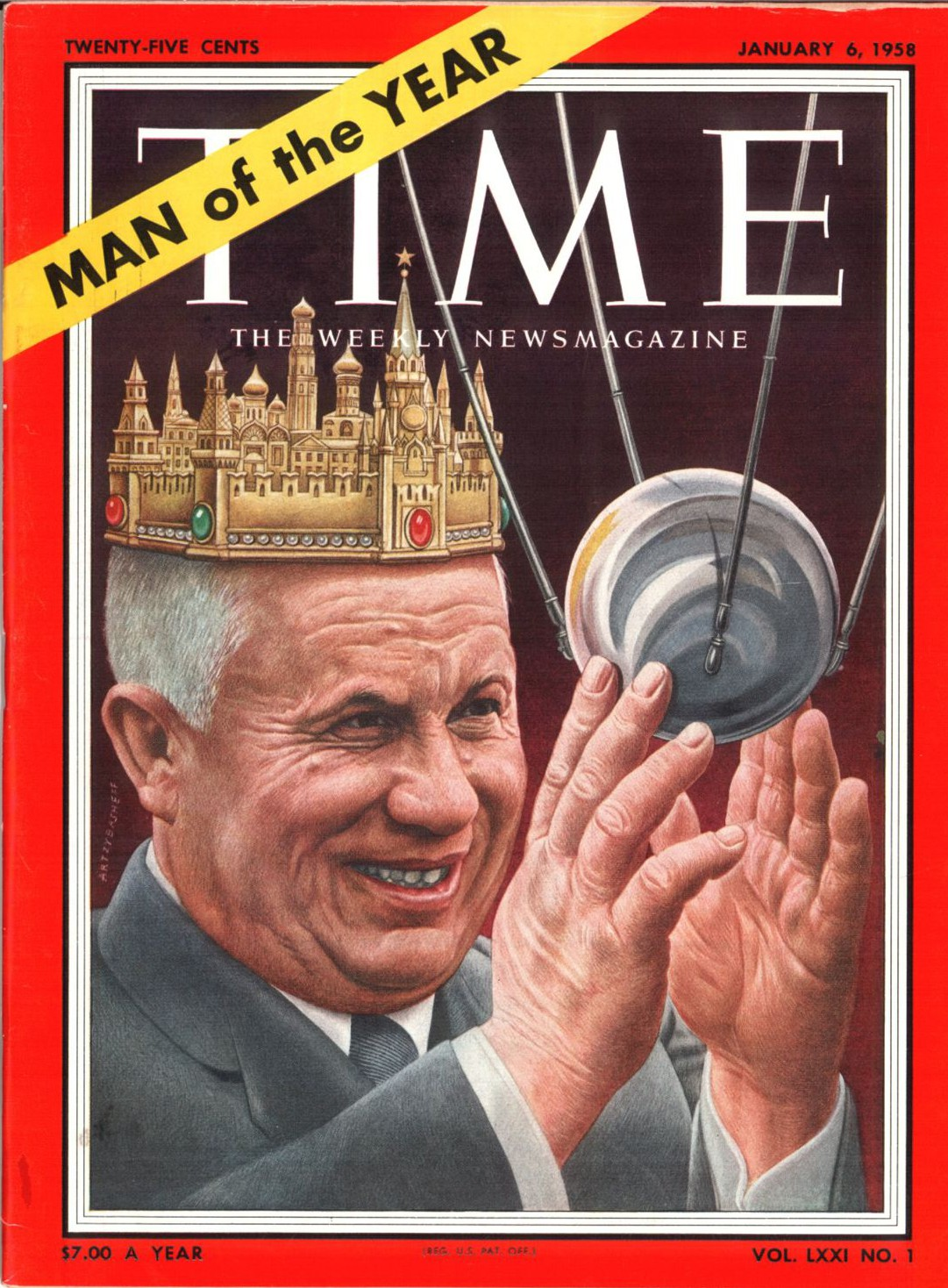
1958年1月6日付の表紙を飾ったニキータ・フルシチョフ。

- 1月6日 -  ニキータ・フルシチョフ (Nikita Khrushchev)、マン・オブ・ザ・イヤー (Man of the Year)
- 1月13日 -  ニール・マケルロイ (Neil McElroy)
- 1月20日 -  フランク・ペイス (Frank Pace)
- 1月27日 -  ジェイムズ・ハガティ (James Hagerty)
- 2月3日 -  アドナン・メンデレス (Adnan Menderes)
- 2月10日 -  ビル・ハータック (Bill Hartack)
- 2月17日 -   ヴェルナー・フォン・ブラウン (Wernher von Braun)
- 2月24日 -  J・ポール・ゲティ (J. Paul Getty)
- 3月3日 -  セオドア・ルーズベルト (Theodore Roosevelt)
- 3月10日 -  スカルノ (Sukarno)
- 3月17日 -  リンドン・B・ジョンソン (Lyndon B. Johnson)
- 3月24日 - ウォール街のブル（雄牛）(Wall Street Bull)
- 3月31日 -  エドワード・ダレル・ストーン (Edward Durrell Stone)
- 4月7日 -  フランクリン・クラーク・フライ (Franklin Clark Fry)
- 4月14日 -  ジョン・ガンサー (John Gunther)
- 4月21日 -  アレック・ギネス (Alec Guinness)
- 4月28日 -  ウォルター・オマリー (Walter O'Malley)
- 5月5日 -  チャールズ・ライン (Charles Rhyne)
- 5月12日 - ハーロー・カーティス、ヘンリー・フォード2世、レスター・コルバート (Harlow Curtice, Henry Ford II & Lester Colbert)
- 5月19日 -  ヴァン・クライバーン (Van Cliburn)
- 5月26日 -  シャルル・ド・ゴール (Charles de Gaulle)
- 6月2日 -  アレクサンデル・ネスメヤノフ (Alexander Nesmeyanov)
- 6月9日 -  マイケル・ステポヴィッチ (en:Michael StepovichMichael Stepovich)
- 6月16日 -  ジーン・ソーン (Jean Thorn)
- 6月23日 -  ルイス・ムーニョス・マリン (Luis Muñoz Marín)
- 6月30日 -  シャーマン・アダムス (Sherman Adams)
- 7月7日 -  スティーヴン・ケネディ ニューヨーク市警察部長 (Stephen Kennedy, NYC Police Commissioner)
- 7月14日 -  ジョージ・ビードル (George Beadle)
- 7月21日 -  ロバート・プレストン (Robert Preston)
- 7月28日 -  ガマール・アブドゥル＝ナーセル (Gamal Abdel Nasser)
- 8月4日 -  ジェームズ・L・ホロウェイ (James L. Holloway, Jr.)
- 8月11日 -  ヘンリー・カボット・ロッジ・ジュニア (Henry Cabot Lodge Jr.)
- 8月18日 -  ジャック・パー (en:Jack Paar)
- 8月25日 -  ロバート・ダニエル・マーフィー (Robert Daniel Murphy)
- 9月1日 -  ジョン・サッチ (John Thach)
- 9月8日 -  ミルトン・アイゼンハワー (Milton Eisenhower
- 9月15日 -  エドマンド・ブラウン・シニア (Edmund Brown, Sr.)
- 9月22日 -  J・リンゼイ・アーノルド・ジュニア (J. Lindsay Almond Jr.)
- 9月29日 -  チャールズ・ゴーレン (Charles Goren)
- 10月6日 -  ネルソン・ロックフェラー (Nelson Rockefeller)
- 10月13日 -  フェルハト・アッバス (Ferhat Abbas)
- 10月20日 -  エイモス・アロンゾ・スタッグ (Amcos Stagg)
- 10月27日 -  チャールズ・E・チェンバレン (:Charles E. Chamberlain)
- 11月3日 -  レナータ・テバルディ (Renata Tebaldi)
- 11月10日 -  ヨハネ23世 (John XXIII)
- 11月17日 -  C・R・スミス (C. R. Smith)
- 11月24日 - 民主党の大統領候補者指名争い (Democratic Hopefuls)
- 12月1日 -  毛沢東 (Mao Tse-Tung)
- 12月8日 -  アドルフォ・マテオス (Adolfo Mateos)
- 12月15日 -  ボリス・パステルナーク (Boris Pasternak)
- 12月22日 -  ミヨシ・ウメキ (Miyoshi Umeki) と パット・スズキ (Pat Suzuki)
- 12月29日 - ウォール街のブル（雄牛）(Wall Street Bull)

## 1959年

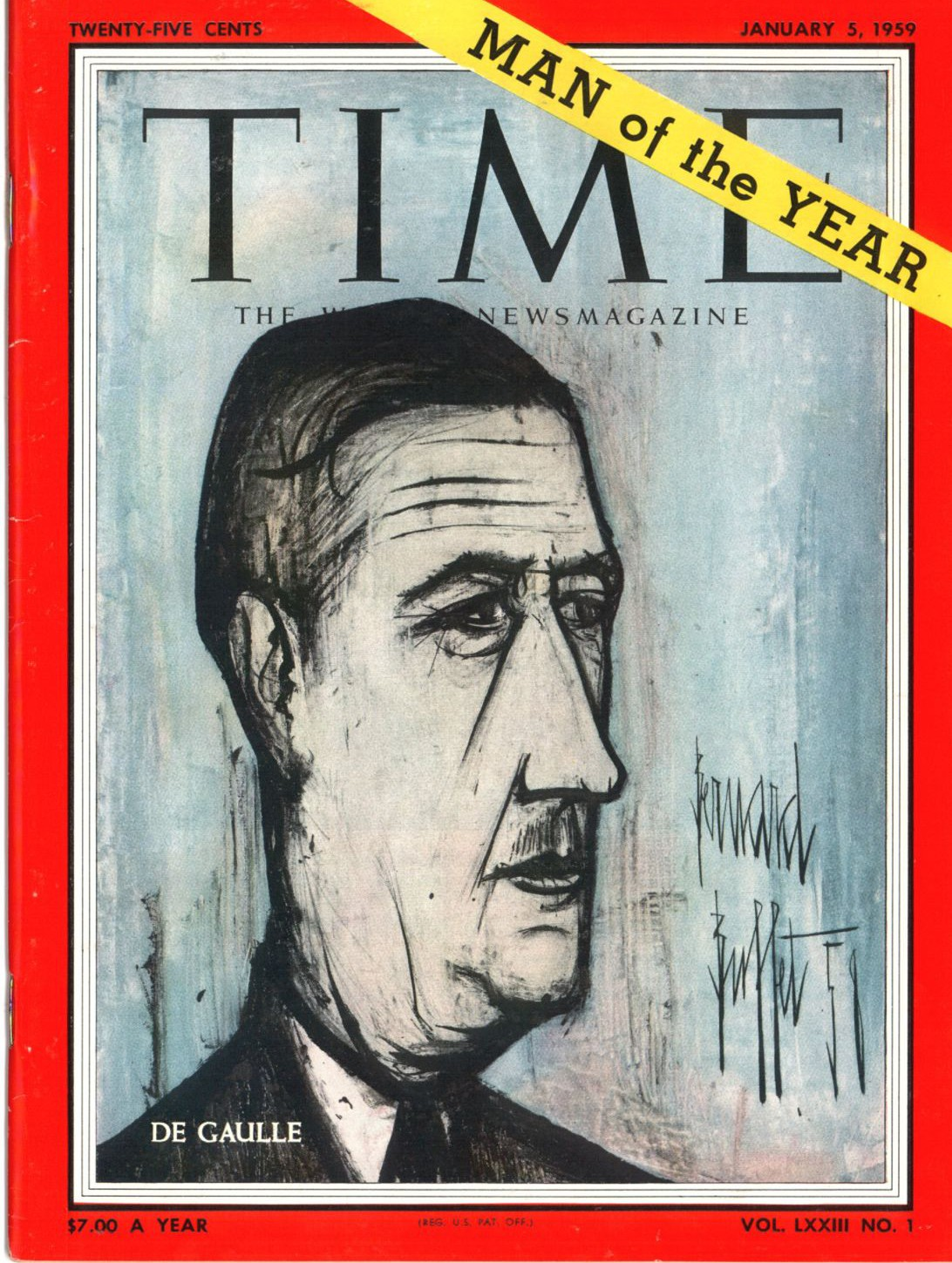
1959年1月5日付の表紙を飾ったシャルル・ド・ゴール。

- 1月5日 -  シャルル・ド・ゴール (en:Charles de Gaulle)、マン・オブ・ザ・イヤー (Man of the Year)
- 1月12日 -  ラルフ・J・コーディナー (Ralph J. Cordiner)
- 1月19日 - 宇宙開発競争 (Space Exploration)
- 1月26日 -  フィデル・カストロ (Fidel Castro)
- 2月2日 - 議会指導者たち：ウィルバー・ミルズ、ジョン・ウィリアム・マコーミック、クラレンス・カノン、サム・レイバーン、ハワード・W・スミス (Congressional leaders Wilbur Mills, John William McCormack, Clarence Cannon, Sam Rayburn & Howard W. Smith)
- 2月9日 -  アレック・クッシング (Alec Cushing)
- 2月16日 -  セク・トゥーレ (Sekou Toure)
- 2月23日 - テレフォン・マン（擬人化された電話）(Telephone Man)
- 3月2日 -  ハリー・ベラフォンテ (Harry Belafonte)
- 3月9日 - ウォーレン・ノース (Warren North)
- 3月16日 -  パウル・ティリッヒ (Paul Tillich)
- 3月23日 -  正田美智子 (Michiko Shoda)
- 3月30日 - テレビ西部劇のヒーローたち (TV's Western Heroes)
- 4月6日 -  ジョージ・W・ロムニー (George W. Romney)
- 4月13日 -  アブドルカリーム・カーシム (Abdul Karim Kassem)
- 4月20日 -   ダライ・ラマ (Dalai Lama)
- 4月26日 -  クリスティアン・A・ハーター (Christian A. Herter)
- 5月4日 -  ジェームズ・ヴァン・アレン (James Van Allen)
- 5月11日 -  ライマン・レムニッツァー (Lyman Lemnitzer)
- 5月18日 -  ハーセン・スミス (Harsen Smith)
- 5月25日 -  ヴィリー・ブラント (Willy Brandt)
- 6月1日 -  ドワイト・ロビンソン (Dwight Robinson)
- 6月8日 -  チャールズ・ハレック (Charles Halleck)
- 6月15日 -  ルイス・ストラウス (Lewis Strauss)
- 6月22日 -  シャーリー・マクレーン (Shirley MacLaine)
- 6月29日 -  エリザベス2世 (Queen Elizabeth II)
- 7月6日 -  コロンバス・イゼリン2世 (Columbus Iselin II)
- 7月13日 -  フロル・コズロフ (Frol Kozlov)
- 7月20日 -  ロジャー・ブロウ (Roger Blough)
- 7月27日 -  ドクター・ジョン・R・ヘラー・ジュニア (Dr. John R. Heller Jr.)
- 8月3日 -  リチャード・ニクソン (Richard Nixon)
- 8月10日 -  ウィリアム・F・クイン (William F. Quinn)
- 8月17日 -  ジャック・スーステル (Jacques Soustelle)
- 8月24日 -  ロッキー・コラビト (Rocky Colavito)
- 8月31日 -  ジェームズ・ホッファ (James Hoffa)
- 9月7日 -  ドワイト・D・アイゼンハワー (Dwight D. Eisenhower)
- 9月14日 -  ジェイムス・ブライアント・コナント (James Bryant Conant)
- 9月21日 -  ヘンリー・ムーア (Henry Moore)
- 9月28日 -  ニキータ・フルシチョフ (Nikita Khrushchev)
- 10月5日 -  エドワード・N・コール (Edward N. Cole)
- 10月12日 -  劉少奇 (Liu Shao-chi)
- 10月19日 -  ハロルド・マクミラン (Harold Macmillan)
- 10月26日 - テレビの私立探偵たち (TV's Private Eyes)
- 11月2日 -  ヘンリー・アレクサンダー (Henry Alexander)
- 11月9日 -  スチュアート・サイミントン (Stuart Symington)
- 11月16日 -  ロバート・キントナー (Robert Kintner)
- 11月23日 -  ロバート・バーナード・アンダーソン (Robert Bernard Anderson)
- 11月30日 -  サム・ハフ (Sam Huff)
- 12月7日 -  チャールズ・モーティマー (Charles Mortimer)
- 12月14日 -  ジャワハルラール・ネルー (Jawaharlal Nehru)
- 12月21日 -  アン・バンクロフト (Anne Bancroft)
- 12月28日 - 18世紀の降誕場面 (18th century Crèche)